# Ermelinda Zamba
Ermelinda Zamba (sinh ngày 28 tháng 8 năm 1981) là một cựu vận động viên bơi lội người Mozambique, chuyên về các sự kiện tự do chạy nước rút. Zamba đủ điều kiện cho tự do 50 m nữ tại Thế vận hội Mùa hè 2004 ở Athens, bằng cách nhận được một vị trí Quốc tế từ FINA, trong thời gian vào 30,33. Cô ấy đã xóa một rào cản 30 giây và đăng một cuộc sống tốt nhất là 29,34 để dẫn đến sức nóng thứ ba, vượt qua Aina Andriamanjatoarimanana của Madagascar trong một cuộc đua gần một phần trăm giây (0,01). Zamba đã thất bại trong việc vào bán kết, khi cô xếp thứ 50 chung cuộc trong số 75 người bơi vào ngày cuối cùng của vòng sơ khảo.